# Кюрегян Артем Саркісович
Артем Саркісович Кюрегян (грец. Αρτιόμ Κιουρεγκιάν; нар. 9 вересня 1976, Ленінакан, Вірменська РСР) — грецький борець греко-римського стилю, срібний призер чемпіонату Європи, бронзовий призер Олімпійських ігор.

## Біографія
Народився у Вірменії, в Ленінакані (нині Ґюмрі). Боротьбою почав займатися з 1982 року. Вихованець ульянівської школи боротьби. Тренувався у заслуженого тренера Росії Анатолія Винника. У 1994 виграв Кубок Росії серед молоді. 1997 став віце-чемпіоном Росії серед дорослих. 1999 переїхав до Греції, де почав тренуватись під керівництвом Аристідіса Рубіняна. З 2000 виступає за збірну Греції з боротьби. У її складі став віце-чемпіоном Європи у 2004. Того ж року виграв бронзову нагороду афінської Олімпіади. Виступав за борцівський клуб «Олімпіакос» Афіни.
Входить до Зали слави спортивної боротьби Ульянівської області.

## Виступи на Олімпіадах
| Змагання                    | Збірна | Вагова категорія | Місце  |
| --------------------------- | ------ | ---------------- | ------ |
| Літні Олімпійські ігри 2004 | Греція | 55 кг            | Бронза |

На Олімпіаді програв російському спортсмену азербайджанського походження Гейдару Мамедалієву. У сутичці за третє місце здолав українця Олексія Вакуленка.

## Виступи на Чемпіонатах світу
| Змагання                        | Збірна | Вагова категорія | Місце |
| ------------------------------- | ------ | ---------------- | ----- |
| Чемпіонат світу з боротьби 2002 | Греція | 55 кг            | 7     |
| Чемпіонат світу з боротьби 2003 | Греція | 55 кг            | 17    |
| Чемпіонат світу з боротьби 2005 | Греція | 55 кг            | 32    |
| Чемпіонат світу з боротьби 2006 | Греція | 55 кг            | 28    |
| Чемпіонат світу з боротьби 2007 | Греція | 55 кг            | 32    |

## Виступи на Чемпіонатах Європи
| Змагання                         | Збірна | Вагова категорія | Місце  |
| -------------------------------- | ------ | ---------------- | ------ |
| Чемпіонат Європи з боротьби 2000 | Греція | 54 кг            | 14     |
| Чемпіонат Європи з боротьби 2001 | Греція | 54 кг            | 7      |
| Чемпіонат Європи з боротьби 2002 | Греція | 55 кг            | 5      |
| Чемпіонат Європи з боротьби 2003 | Греція | 55 кг            | 9      |
| Чемпіонат Європи з боротьби 2004 | Греція | 55 кг            | Срібло |
| Чемпіонат Європи з боротьби 2006 | Греція | 55 кг            | 9      |

На чемпіонаті Європи 2004 року у фінальному поєдинку поступився турецькому борцеві Байраму Оздеміру.

## Виступи на інших змаганнях
| Змагання                                 | Збірна | Вагова категорія | Місце |
| ---------------------------------------- | ------ | ---------------- | ----- |
| Олімпійський кваліфікаційний турнір 2000 | Греція | 54 кг            | 7     |
| Олімпійський кваліфікаційний турнір 2000 | Греція | 54 кг            | 17    |
| Олімпійський кваліфікаційний турнір 2000 | Греція | 54 кг            | 7     |
| Олімпійський кваліфікаційний турнір 2000 | Греція | 54 кг            | 8     |
| Середземноморські ігри 2005              | Греція | 55 кг            | 5     |